# William Thoresson
Karl Tore William Thoresson (* 31. Mai 1932 in Göteborg) ist ein ehemaliger schwedischer Turner.

## Erfolge
William Thoresson, der im Alter von zehn Jahren mit dem Turnsport begann, nahm an vier Olympischen Spielen teil. Bei seinem Olympiadebüt 1952 in Helsinki lag er mit 9,45 Punkten nach der Pflichtübung auf Rang drei im Bodenturnen. In der Kür erzielte er als einer von drei Turnern den Bestwert von 9,80 Punkten und schloss den Wettkampf mit 19,25 Punkten auf dem ersten Platz ab, womit er als Olympiasieger die Goldmedaille erhielt. In allen übrigen Disziplinen schaffte er es nicht unter die besten 100 Turner, außer am Barren, an dem er den 57. Platz belegte. Mit der Mannschaft belegte er den 17. Rang. Vier Jahre darauf in Melbourne gelang Thoresson am Boden erneut eine Podestplatzierung. Er erzielte wie Nobuyuki Aihara und Wiktor Tschukarin 9,10 Punkte und erhielt mit ihnen hinter dem erstplatzierten Walentin Muratow die Silbermedaille. Am Pferdsprung und am Barren wurde Thoresson 16., in den übrigen Disziplinen belegte er hintere Plätze. Ohne besondere Erfolge verliefen die Olympischen Spiele 1960 in Rom und 1964 in Tokio, bei denen er in sämtlichen Einzelplatzierungen die Qualifikation für das Finale verpasste. Mit der Mannschaft belegte er 1960 den 14. Platz.
Bei Europameisterschaften sicherte sich Thoresson 1957 in Paris im Bodenturnen und 1959 in Kopenhagen im Sprung den Titelgewinn, außerdem gewann er 1957 in Paris und 1961 in Luxemburg jeweils im Sprung Bronze sowie 1959 Silber im Bodenturnen. Fünfmal gelangen ihm im Einzel Goldmedaillengewinne bei schwedischen Meisterschaften. Im Jahr 2001 wurde Thoresson in die International Gymnastics Hall of Fame aufgenommen.
Von Beruf war Thoresson Lehrer, darunter auch sechs Jahre in der venezolanischen Hauptstadt Caracas. Nach seinem Auslandsaufenthalt war er weitere 24 Jahre als Grundschullehrer in Göteborg tätig.